# Измитское землетрясение
Измитское землетрясение произошло 17 августа 1999 года вблизи турецкого города Измит в 90 километрах на юг от Стамбула. Оно началось около трёх часов ночи (3:02 по местному времени) и за 45 секунд после главного толчка произошло 150 афтершоков. Очаг землетрясения располагался на глубине 17 км, а его магнитуда составила 7,6 по шкале Рихтера. Сейсмические колебания ощущались на удалении до 450 км от эпицентра, на территории с населением около 18 миллионов человек. Протяженность тектонического разрыва составила 150 километров, протянувшись от города Дюздже по направлению к Мраморному морю. В результате землетрясения в Мраморном море возникло цунами, высота волны достигала трех метров. По официальным данным количество жертв составило 17 217 погибших (по другим — около 40 000) и 43 959 раненых. Около 600 тысяч людей остались без крова. Ущерб, нанесенный землетрясением, по первым оценкам превысил 25 миллиардов долларов, однако позднее сумма была скорректирована ещё на 5-7 миллиардов в сторону увеличения.

## Разрушение и жертвы
По официальным данным количество жертв составило 17 217 погибших и 43 959 раненых, однако многие источники приводят следующие данные: погибших около 40 000 и примерно такое же количество раненых. Трупы людей хоронили в срочном порядке в братских могилах, для предотвращения распространения болезней.
Землетрясение причинило серьёзный ущерб экономике Турции, так около 120 000 зданий не подлежало восстановлению, 50 000 имело серьёзные повреждения, осело около 2000 зданий, было разрушено несколько заводов, на местном нефтеперерабатывающем заводе вспыхнул пожар. Потребовалось несколько дней для его ликвидации. В городе были практически уничтожены линии электропередачи и связи, серьёзно пострадали линии водоснабжения. Ущерб был оценён в 25 млрд долларов .

## Геология
Зона Северо-Анатолийского разлома, в которой произошло землетрясение, представляет собой правостороннюю сдвиговую зону протяженностью 1 200 км, простирающуюся от Саросского залива до Карлова, которая образовалась около 13–11 миллионов лет назад в восточной части Анатолии и двинулись на запад. Позже разлом достиг Мраморного моря около 200 000 лет назад, несмотря на связанное со сдвигом движение в относительно широкой зоне, которое началось в позднем миоцене.
Зона разлома имеет разнообразное геоморфологическое строение, сейсмически активна и в настоящее время представляет собой один из самых крупных и активных сдвиговых разломов в мире, в котором образуется целая группа разломов величиной до 8,0 баллов по шкале моментной магнитуды. Начиная с XVII века зона разлома демонстрировала циклическое поведение: циклы крупных землетрясений длиной в столетие начинались на востоке и продолжались на западе. Хотя записи для более ранних периодов менее ясны, в этот период времени все ещё можно было наблюдать активную сейсмичность. Запись землетрясений 20-го века была интерпретирована как то, что каждое землетрясение концентрирует напряжение на западных оконечностях областей разрыва, что приводит к миграции более сильных землетрясений на запад. Землетрясения 17 августа и 12 ноября 1999 г. сконцентрировали напряжение на Мраморном сегменте разлома, в связи с чем ещё одно крупное землетрясение магнитудой 7,6 или более ожидается на этом сегменте в следующие полвека с вероятностью 50%. В настоящее время деформация пород напряжением в районе Мраморного моря носит асимметричный характер. Это обусловлено геологией региона, и считается, что это относится к большей части Северо-Анатолийской зоны разлома.
Длина трещины, возникшей в результате землетрясения составила 150 километров, протянувшись от города Дюздже по направлению к Мраморному морю. В результате землетрясения в Мраморном море возникло цунами, высота волны достигала 3 метров. Разрушения также были зафиксированы в Стамбуле.

## Международная помощь
Тринадцать стран оказали помощь пострадавшим в Измитском землетрясении, выслав самолёты с медикаментами, продуктами питания и специалистами для оказания первой помощи и проведения спасательных работ.
| Местоположение | Поисково-спасательная группа из:                                       |
| -------------- | ---------------------------------------------------------------------- |
| Гёльджюк       | Болгария, Израиль, Франция                                             |
| Ялова          | Германия, Болгария, Израиль, Великобритания, Франция, Австрия, Румыния |
| Стамбул        | Германия, Греция, Италия, Азербайджан                                  |
| Коджаэли       | Россия, Болгария, Франция, Германия, Австрия, Грузия                   |
| Сакарья        | Болгария, Германия, Испания, Египет                                    |
| Измит          | США, Швейцария, Грузия                                                 |
| Дюздже         | Великобритания                                                         |

Греция была первым государством, оказавшим Турции помощь. Спустя несколько часов после землетрясения, греческий министр иностранных дел связался со своим турецким коллегой, а затем выслал своего представителя в Турцию. Греция направила поисково-спасательную группу, а также несколько самолётов для ликвидации пожара на нефтеперерабатывающем заводе.
Спустя четверть века с начала Кипрского конфликта в июле 1974 г. Турция и Греция впервые приняли совместно гуманитарную помощь весом 70000 тонн.
Великобритания оказала финансовую помощь, выделив из своего бюджета 50 000 фунтов в фонд турецкого филиала Красного Креста, в то время как международный комитет Красного Креста выделил 4,5 миллионов фунтов стерлингов для оказания помощи пострадавшим.
Правительство Индии выделило 2 млн рупий для ликвидации последствий землетрясения, а также 32 000 палаток.
Президент США Билл Клинтон и премьер-министр Пакистана Наваз Шариф впоследствии посетили Стамбул и Измит.